# 1898.
◄ | 18. stoljeće | 19. stoljeće | 20. stoljeće | ►
◄ | 1860-ih | 1870-ih | 1880-ih | 1890-ih | 1900-ih | 1910-ih | 1920-ih | ►
◄◄ | ◄ | 1895. | 1896. | 1897. | 1898. | 1899. | 1900. | 1901. | ► | ►►
Arhitektura • Astronomija • Biologija • Film • Fotografija • Glazba • Kazalište • Kemija • Kiparstvo • Knjige • Književnost • Kršćanstvo • Meteorologija • Medicina • Planinarstvo • Politika • Pravo • Promet • Slikarstvo • Strip • Šport • Znanost • Zrakoplovstvo • Željeznički promet

## Događaji
- 10. rujna – Talijanski anarhist Louis Luccheni izveo je u Ženevi besmisleni atentat na austrijsku caricu Elizabetu.
- Španjolsko-američki rat trajao od 25. travnja do 12. kolovoza.
- Pierre Curie i Marie Sklodowska-Curie – otkriće radioaktivnih elemenata polonija i radija
- Svečano je otvorena zgrada Šumarskoga doma u Zagrebu.

## Rođenja

### Siječanj – ožujak
- 23. siječnja – Sergej Ejzenštejn, sovjetski filmski režiser († 1948.)
- 23. siječnja – Randolph Scott, američki glumac († 1987.)
- 10. veljače – Bertold Brecht, njemački književnik († 1956.)
- 18. veljače
  - Enzo Ferrari, talijanski vozač utrka i proizvođač automobila († 1988.)
  - Petar Čule, mostarsko-duvanjski biskup († 1985.)

### Travanj – lipanj
- 3. travnja – Michel de Ghelderode, belgijski književnik († 1962.)
- 7. travnja – Ante Topić Mimara, hrvatski skupljač umjetnina i povjesničar umjetnosti († 1987.)
- 26. travnja – Vicente Aleixandre, španjolski književnik († 1984.)
- 3. svibnja – Golda Meir, izraelska političarka († 1978.)
- 13. svibnja – Vika Podgorska, slovenska glumica († 1984.)
- 16. svibnja – Tamara de Lempicka, poljska slikarica († 1980.)
- 17. svibnja – Ante Cettineo, hrvatski književnik († 1956.)
- 22. lipnja – Erich Maria Remarque, njemački književnik († 1970.)

### Srpanj – rujan
- 15. srpnja – Walter Benjamin, njemački filozof i književnik († 1937.)
- 24. srpnja – Amelia Earhart, američka letačica († 1937.)
- 30. srpnja – Henry Moore, engleski kipar († 1986.)
- 21. rujna – Gizela Huml, hrvatska glumica († 1993.)
- 24. rujna – Howard Walter Florey, australski liječnik, nobelovac († 1968.)
- 26. rujna – George Gershwin, američki skladatelj († 1937.)
- 28. rujna – Mate Balota, hrvatski književnik i ekonomist († 1963.)

### Listopad – prosinac
- 5. listopada – Ervin Šinko, hrvatski književnik († 1967.)
- 18. studenog – Antun Branko Šimić, hrvatski pjesnik i esejist († 1925.)
- 21. prosinca – Tomislav Tanhofer, hrvatski glumac († 1971.)

## Smrti

### Siječanj – ožujak
- 11. veljače – Rose Monteiro, engleska sakupljačica biljaka i prirodoslovkinja (* 1840.)

### Srpanj – rujan
- 30. srpnja – Otto von Bismarck, njemački držvanik i političar (* 1815.)
- 10. rujna – Elizabeta, austrijska carica i mađarska kraljica (* 1837.)
- 20. rujna – Theodor Fontane, njemački književnik (* 1819.)

### Listopad – prosinac
- 24. prosinca – Šarbel Makhluf, libanonski redovnik i svetac (* 1828.)

## Vanjske poveznice
|  | Zajednički poslužitelj ima još gradiva o temi 1898. |